# Servicio Federal de Seguridad
El Servicio Federal de Seguridad de la Federación de Rusia (en ruso: Федеральная служба безопасности Российской Федерации; tr.: Federálnaya sluzhba bezopásnosti Rossíyskoi Federátsii) o FSB (del acrónimo ruso ФСБ) es el principal servicio de seguridad nacional de Rusia, uno de los órganos federales que se encuentra bajo la inmediata autoridad del Presidente de Rusia.
Entre las funciones del FSB se encuentran la contrainteligencia y espionaje, seguridad interna y de fronteras, medidas antiterroristas y vigilancia.

## Historia
El FSB es la organización sucesora del Comité para la Seguridad del Estado (KGB) de época soviética. Poco después del fallido intento de golpe de Estado de 1991, —en el cual participaron algunas unidades del KGB y también su director Vladímir Kriuchkov— el KGB fue disuelto en noviembre de 1991. Tras el hundimiento de la antigua URSS, en su lugar fueron creadas dos nuevas agencias: el Servicio de Inteligencia Extranjera (SVR) y la Agencia Federal de Comunicaciones e Información del Gobierno (FAPSI).
En enero de 1992, fue creada otra nueva agencia, el llamado "Ministerio de Seguridad", pero a raíz de la crisis constitucional rusa de 1993 este organismo fue reorganizado y transformado en el Servicio General de Contrainteligencia (FSK). Esta nueva agencia continuó existiendo hasta que el 3 de abril de 1995 fue nuevamente reorganizada por Borís Yeltsin y reestructuró el FSK pasando a ser FSB.

## Estructura

### Organización
El FSB tiene sus oficinas centrales en la Plaza Lubyanka de Moscú, el mismo emplazamiento del antiguo KGB durante la época soviética, y depende directamente del Presidente ruso. Se estima que tiene empleados entre 200.000 y 300.000 agentes.

### Dirección general
| Nombre              | Periodo                                   | Notas                        |
| ------------------- | ----------------------------------------- | ---------------------------- |
| Víktor Baránnikov   | enero de 1992 - julio de 1993             | Ministerio de seguridad, FSK |
| Nikolái Golushko    | julio de 1993 - febrero de 1994           | Ministerio de seguridad, FSK |
| Serguéi Stepashin   | febrero de 1994 - junio de 1995           | Creación del FSB.            |
| Mijaíl Barsukov     | julio de 1995 - junio de 1996             |                              |
| Nikolái Kovaliov    | julio de 1996 - julio de 1998             |                              |
| Vladímir Putin      | 25 de julio de 1998 - 9 de agosto de 1999 |                              |
| Nikolái Pátrushev   | 9 de agosto de 1999 - 12 de mayo de 2008  |                              |
| Aleksandr Bórtnikov | 12 de mayo de 2008 - actualidad           |                              |

## Lecturas recomendadas
- Yuri Felshtinsky & Alexander Litvinenko (2007); Rusia dinamitada, Alba Editorial. ISBN 978-84-8428-353-9
- Yevgenia Albats y Catherine A. Fitzpatrick (1994); The State Within a State: The KGB and Its Hold on Russia—Past, Present, and Future. ISBN 0-374-52738-5.
- David Satter (2003); Darkness at Dawn: The Rise of the Russian Criminal State., Yale University Press, ISBN 0-300-09892-8.
- Eric Frattini (2007); El Polonio y otras maneras de matar. Así asesinan los servicios secretos, Espasa Calpe. ISBN 978-84-670-2511-8